# Euscelis ancoripenis
Euscelis ancoripenis är en insektsart som beskrevs av Adolf Remane 1967. Euscelis ancoripenis ingår i släktet Euscelis och familjen dvärgstritar. Inga underarter finns listade i Catalogue of Life.